# جتانی
جتانی (به انگلیسی: Jatani) یک منطقهٔ مسکونی در هند است که در بخش خوردا واقع شده‌است. جتانی ۶۳٬۶۹۷ نفر جمعیت دارد و ۳۶ متر بالاتر از سطح دریا واقع شده‌است.